# Campeonato Timorense de Futebol - Segunda Divisão de 2025
A Liga Futebol Timor-Leste - Segunda Divisão de 2024-25 é a 7ª edição oficial do segundo nível do Campeonato Timorense de Futebol. É organizada pela Federação de Futebol de Timor-Leste e conta, neste ano, com 7 times participantes.
A temporada marca a reativação da segunda liga, após dois anos de inatividade, tendo sido antecipada pela janela de transfência de jogadores entre os clubes.
Planejada, inicialmente, para o mês de abril, a primeira partida do torneio teve lugar em 24 de junho.
O campeão e o vice da liga qualificar-se-ão para o Campeonato Timorense de Futebol - Primeira Divisão de 2026.

## Equipes Participantes
Participariam desta edição 8 times: os seis clubes remanescentes da Segunda Divisão mais os dois clubes rebaixados da Primeira Divisão da temporada anterior.
Entretanto, a equipa do FC Lalenok United (recém-rebaixada) desistiu de participar do campeonato, sendo automaticamente rebaixada para 3ª Divisão e não sendo substituída. Desta forma, o torneio conta com a participação de apenas sete equipas, o menor número desde sua criação, em 2016.
| Baixa | Equipes rebaixadas da Primeira Divisão de 2022-23 |

| Clube                             | Município | Cidade   | Em 2022-23                | Participações | Melhor resultado     |
| --------------------------------- | --------- | -------- | ------------------------- | ------------- | -------------------- |
| FC Aitana                         | Díli      | Díli     | 9º colocado (1ª Divisão)  | 4ª            | Vice-campeão (2019)  |
| FC Fitun Estudante Lorosae (FIEL) | Díli      | Díli     | 5º colocado               | 5ª            | 4º colocado A (2019) |
| FC Lalenok United                 | Díli      | Díli     | 10º colocado (1ª Divisão) | 2ª            | Vice-campeão (2018)  |
| FC Nagardjo                       | Baucau    | Baucau   | 7º colocado               | 7ª            | 2º colocado A (2017) |
| Kablaki F.C.                      | Manufahi  | Same     | 8º colocado               | 7ª            | 2º colocado A (2019) |
| Lica-Lica Lemorai                 | Viqueque  | Viqueque | 6º colocado               | 7ª            | 3º colocado B (2017) |
| Santa Cruz F.C.                   | Díli      | Díli     | 4º colocado               | 7ª            | 3º colocado A (2017) |
| Zebra F.C.                        | Baucau    | Baucau   | 3º colocado               | 6ª            | Vice-campeão (2016)  |

## Sistema de Disputa
As equipas jogam todas entre si em turno único. Ao término deste, as duas equipas que somarem mais pontos serão promovidas para a Primeira Divisão. Já as duas piores equipas em pontos serão rebaixadas para a Terceira Divisão de 2026.

### Critérios de desempate
Ocorrendo igualdade em pontos ganhos entre 2 (dois) ou mais clubes aplicam-se, sucessivamente, os seguintes critérios técnicos de desempate:
- a) resultado do confronto direto
- b) maior saldo de gols
- c) maior número de gols marcados

### Prêmios por partida
Cada equipa participante recebeu um subsídio de 5 mil dólares (cerca de 4.500 euros) de preparação para o campeonato. Além disso, um prêmio total de 500 dólares americanos é distribuído por partida, sendo destes 70% para o vencedor e 30% para o perdedor (em caso de empate, ambos receberão 50% do valor). Serão, ao total, 56 partidas no campeonato.
Ademais, o vencedor da Segunda Divisão receberá um prêmio de 10 mil dólares (cerca de 9 mil euros) e o vice de 5 mil dólares. Ao total, o torneio distribuirá 83 mil doláres (cerca de 74 mil euros) em prêmios.

## Resultados
O turno único do campeonato decorre de 24 de junho a 28 de agosto. Houve uma pausa nas partidas entre os dias 17 e 27 de julho, devido à realização dos Jogos da CPLP 2025 em Timor-Leste.

### Partidas
A tabela dos confrontos dos clubes na primeira rodada foi definida por meio de sorteio e divulgada pela Liga Futebol em 19 de junho de 2025, com o detalhamento dos locais e horários (as partidas estão na hora local de Timor-Leste, que segue o horário do Extremo Oriente (UTC+09:00).
Primeira rodada
| 24 de junho | 16:00 | Nagardjo F.C. | 3–0 | Zebra F.C. | Estádio do Café (Gleno) |

| 25 de junho | 16:00 | Kablaki F.C. | 3–4 | Lica-Lica Lemorai | Estádio do Café (Gleno) |

| 26 de junho | 16:00 | FIEL FC | 2–1 | Aitana | Estádio do Café (Gleno) |

Segunda rodada
| 1 de julho | 16:00 | Aitana | 2–0 | Lica-Lica Lemorai | Estádio do Café (Gleno) |

| 2 de julho | 16:00 | Kablaki F.C. | 1–3 | Zebra F.C. | Estádio do Café (Gleno) |

| 3 de julho | 16:00 | FIEL FC | 1–1 | Santa Cruz F.C. | Estádio do Café (Gleno) |

Terceira rodada
| 8 de julho | 16:00 | Lica-Lica Lemorai | 0–1 | Santa Cruz F.C. | Estádio do Café (Gleno) |

| 9 de julho | 16:00 | Kablaki F.C. | 1–3 | Nagardjo F.C. | Estádio do Café (Gleno) |

| 10 de julho | 16:00 | Aitana | 3–2 | Zebra F.C. | Estádio do Café (Gleno) |

Quarta rodada
| 15 de julho | 16:00 | Santa Cruz F.C. | 1–1 | Zebra F.C. | Estádio do Café (Gleno) |

| 16 de julho | 16:00 | Aitana | 1–0 | Nagardjo F.C. | Estádio do Café (Gleno) |

| 17 de julho | 16:00 | FIEL FC | 4–0 | Lica-Lica Lemorai | Estádio do Café (Gleno) |

Quinta rodada
| 14 de agosto | 16:00 | Santa Cruz F.C. | 2–1 | Nagardjo F.C. | Estádio do Café (Gleno) |

| 15 de agosto | 16:00 | FIEL FC | 1–1 | Zebra F.C. | Estádio do Café (Gleno) |

| 16 de agosto | 16:00 | Aitana | 2–1 | Kablaki F.C. | Estádio do Café (Gleno) |

## Classificação parcial
| # | Equipa             | J | V | E | D | GP | GC | SG | Pts | Classificação                        |
| - | ------------------ | - | - | - | - | -- | -- | -- | --- | ------------------------------------ |
| 1 | Aitana             | 5 | 4 | 0 | 1 | 9  | 5  | +4 | 12  | Promoção para 1ª Divisão de 2026     |
| 2 | FIEL FC            | 4 | 2 | 2 | 0 | 8  | 3  | +5 | 8   | Promoção para 1ª Divisão de 2026     |
| 3 | Santa Cruz F.C.    | 4 | 2 | 2 | 0 | 5  | 3  | +2 | 8   | Salvos                               |
| 4 | Nagardjo           | 4 | 2 | 0 | 2 | 7  | 4  | +3 | 6   | Salvos                               |
| 5 | Zebra              | 5 | 1 | 2 | 2 | 7  | 9  | −2 | 5   | Salvos                               |
| 6 | Lica-Lica Lemorai  | 4 | 1 | 0 | 3 | 4  | 10 | −6 | 3   | Salvos                               |
| 7 | Kablaki            | 4 | 0 | 0 | 4 | 6  | 14 | −8 | 0   | Rebaixamento para 3ª Divisão de 2026 |
| 8 | Lalenok United (R) | 0 | 0 | 0 | 0 | 0  | 0  | 0  | 0   | Rebaixamento para 3ª Divisão de 2026 |

Última atualização em 18 de agosto de 2025
Fonte: [carece de fontes?]
Regras para classificação: 1º pontos; 2º saldo de gols; 3º gols pró.
(C) = Campeão; (R) = Rebaixado; (P) = Promovido; (O) = Vencedor do play-off; (A) = Classificado para a próxima fase. 
Somente aplicável se a temporada não tiver terminado: 
(Q) = Classificado para a fase do torneio indicada; (TQ) = Classificado para o torneio, mas não para a fase indicada; (DQ) = Desclassificado do torneio.

## Premiação
| Campeonato Timorense - Segunda Divisão de 2025 |
| Timor-Leste                                    |
| ---------------------------------------------- |
| a definir Campeão (0º título)                  |

### Terceira Divisão
O torneio da Terceira Divisão será realizado no segundo semestre de 2025.

## Ligações Externas
- Liga Timorense - Página oficial no Facebook